# Čečina (gmina Ivanjica)
Čečina (cyr. Чечина) – wieś w Serbii, w okręgu morawickim, w gminie Ivanjica. W 2011 roku liczyła 190 mieszkańców.